# Ponazyrevsky (huyện)
Huyện Ponazyrevsky (tiếng Nga: ? райо́н) là một huyện hành chính tự quản (raion), của Tỉnh Kostroma, Nga. Huyện có diện tích 2075 km², dân số thời điểm ngày 1 tháng 1 năm 2000 là 8700 người. Trung tâm của huyện đóng ở Ponazyrevo.